# Ve sầu Cúc Phương
Ve sầu Cúc Phương (danh pháp khoa học: Euterpnosia cucphuongensis) là một loài ve sầu thuộc chi Euterpnosia, họ Cicadidae trong siêu họ Cicadoidea, bộ Cánh nửa.

## Đặc điểm sinh học
Ve sầu Cúc Phương được mô tả chiều dài cơ thể 29,8-30,2 mm; cánh trước dài 27,0-27,5 mm, rộng 9,5-9,8 mm. Cánh trước và cánh sau trong suốt; chân màu vàng đất; bụng dài bằng 1,7-1,9 lần chiều dài của đầu và ngực cộng lại.

## Phát hiện
Ve sầu Cúc Phương mới được các nhà khoa học Viện Sinh thái và Tài nguyên sinh vật (thuộc Viện Khoa học và Công nghệ Việt Nam) và Đại học Quốc gia Chung Hsing phát hiện, nghiên cứu và đặt tên theo khu vực tìm được mẫu chuẩn, công bố ngày 21 tháng 6 năm 2010.